# Бердянский округ
Бердянский округ (укр. Бердянська округа) — единица административного деления Екатеринославской губернии Украинской ССР, существовавшая с марта 1923 по июнь 1925 года. Административный центр — город Бердянск.
Образован 7 марта 1923 года в составе Екатеринославской губернии. В состав района вошли 9 районов: Берестовецкий, Ново-Павловский, Новоспасский, Ногайский, Петропавловский, Пологский, Цареводаровский, Цареконстантиновский и Черниговский.
В 1924 году из Мелитопольского округа в Бердянский был передан Больше-Токмакский район. В том же году был образован Молочанский район, а Ново-Павловский район переименован в Андреевский. Таким образом, к 1925 году число районов достигло 11.
3 июня 1925 года Бердянский округ был упразднён, а его территория разделена следующим образом:
- к Запорожскому округу Екатеринославской губернии — Пологский и часть Петропавловского района.
- к Мариупольскому округу Донецкой губернии — Цареконстантиновский, Берестовецкий, Новоспасский (с переименованием в Бердянский) районы, часть Андреевского района и город Бердянск.
- к Мелитопольскому округу Екатеринославской губернии — Больше-Токмакский, Молочанский, Цареводаровский, Черниговский, Ногайский районы, а также части Петропавловского и Андреевского районов[2].